# اوتو ملارا
اوتو ملارا (به انگلیسی: Oto Melara) یک شرکت صنایع دفاعی ایتالیایی است که کارخانه‌های آن در شهرهای لا اسپتزیا و برشا کشور ایتالیا به فعالیت مشغول است. از محصولات معروف آن می‌توان به آلارگاتو ال۷۶/۶۲م‌م اشاره کرد.
این شرکت بزرگترین تولیدکننده توپ‌های دریایی در جهان محسوب می‌شود.